# کوه‌های اوراس
کوه‌های اوراس (عربی: جبال الأوراس) شرقی‌ترین بخش از مجموعه‌کوه‌های اطلس در شمال آفریقا هستند.
کوه‌های اوراس در شرق رشته‌کوه اطلس صحرایی در شمال شرقی کشور الجزایر واقع شده‌است. منطقه طبیعی و تاریخی اوراس نام خود را از این کوهستان گرفته‌است.
بلندترین قله در کوه‌های اوراس کوه شیلیا در شهرستان خنشله است که ۲۲۳۲ متر ارتفاع دارد. کوهستان بلزمه ادامه شمال غربی کوه‌های اوراس است و در پیوندگاه اطلس تلی و اطلس صحرایی قرار گرفته است.
ساکنان کوه‌های اوراس از قوم بربری شاویه هستند.